# Joceran de Brancion
Joceran de Brancion  ou Josserand de Brancion, est un prélat français, évêque de Langres du début du XIIe siècle.

## Biographie
Il est le troisième enfant de Bernard de Brancion dit « Le Gros », premier seigneur du nom de Brancion, et de son épouse Ermentrude. Ce père est dit dans un recueil de titres de l'abbaye de Cluny:« vir secudum sœuli dignitatem clarissimus »,,
Landric son frère aîné, dit « Le Gros », premier du nom, reprit le fief, et Bernard, deuxième enfant, est mort religieux.
« Joseran de Brancion, reçoit à Châtillon-sur-Seine, en 1125, l'abbé Guy, qui plaide contre Miles de Frolois connétable de Bourgogne, devant Hugues II de Bourgogne, duc de Bourgogne, et Milon II, comte de Bar-sur-Seine »,
Il démissionne en 1125 et se retire parmi les chanoines réguliers de Saint-Etienne de Dijon, où il meurt le 17 avril 1126. Son corps est inhumé dans la crypte de cette église.